# Eelco Horsten
Eelco Horsten (Veldhoven, 31 december 1989) is een  Nederlands voormalig profvoetballer. Horsten kwam in het seizoen 2010/2011 als verdediger uit voor Eredivisionist Roda JC Kerkrade. Daarvoor kwam hij uit voor de jeugd van PSV en voor UNA.
Horsten kwam in de zomer van 2010 over uit de jeugdopleiding van PSV en viel voor de jaarwisseling vijf keer in bij Roda JC (waarvan één bekerwedstrijd). Hij maakte daarbij 26 speelminuten. In mei 2011 stopte Horsten als prof. De verdediger leverde zijn doorlopende contract in bij Roda JC. Hij wilde zich op zijn maatschappelijke carrière richten. Horsten speelde met ingang van seizoen 2011-2012 weer bij vv UNA. De Zeelster club speelde vanaf dat seizoen in de Topklasse.